# Håven
Håven är en by som ligger längst norrut i Rättviks kommun, i Ore socken och i Ore finnmark, i Håvenkilen mellan Orsa finnmark och Ovanåkers finnmark, båda i Ljusdals kommun.

## Etymologi
Byfolkets namn på byn är "Håva" efter Håvasjön i Håvaån. Namnet Håven ("Hofvan" skrivet 1740) anses ha sitt ursprung i det isolerade, särpräglat på långt håll synliga höga berget "Hofwahögst" (1320-tal) ett par km sydost om byn, som sedan mer än 700 år varit gränsmärke. "Håva" härleds ur "hava" och anger tillhörighet, ägodel, i synnerhet om något värdefullt, av bland annat naturens alster, i detta fall en av skogarnas "håvor". "Högst" härleds ur "hög", en av naturen danad upphöjning, en tydligt utpräglad höjd. Namnvalet "Hofwahögst" kan vara kommen av en tidig nödvändigt enkel, tydlig gränsdragning. Håvahögst  (även Hoverhögst eller Hoverhöghae) blev tidigt en uppe på toppen viktig gränspunkt för rågången mellan landskapen Dalarna och Hälsingland (rågångsprotokoll finns från 1320-talet), men som redan då namngivits under tidigare århundrade som ett landmärke mellan Norge och Sverige, som det lätt synliga berg det är, som ett viktigt sydligt norskt landmärke för västerifrån lagd gräns från Norge över andra gränsmärken och från Håvahögst lagd gräns norrut (Norge då ägande Härjedalen och senare Jämtland). Numera är Håvahögst även en gränspunkt mellan Dalarnas och Gävleborgs län.

## Historik
Håven är en ensligt belägen gammal finnby (Hoavala), ligger alltså i Ore finnmark i Dalarna, gränsar kulturellt nära till både Orsa finnmark och Ovanåkers finnmark och har varit en historiskt aktiv del av finnmarken här vad gäller kultur och samvaro. När den finlandssvenske studenten Gottlund besökte Kvarnbergstorp i Ovanåkers finnmark 1817 samtidigt med Ovanåkersprästens årliga gudstjänst för samlade 300 finnar från byarna omkring och för katekesförhör, märkte han förskräckt särskilt tre finnar från Håven, en ung kvinna och två män, på grund av deras uttalade av svält blekgula uppsvullna ansikten, till följd av pågående nödår.
Storbyn Håven, som i början av 1900-talet hade långt över 100 boende personer, grundades genom den första bosättningen i trakten, i Hofweberg (Pollackstorp) någon kilometer norr om byn, troligen redan i slutet av 1500-talet. Skogsfinnen Olof Olofsson Kohosmainen fick sitt torpebrev 1618. Denne flyttade dock till Sefaståsen på 1630-talet och bodde där till sin död. En återflyttning därifrån till Håven skedde 1727–1729 av finnarna Lars Mårtensson och sedan Lars Mickelsson med familjer. I husförhörslängd 1740 finns bynamnet "Hofvan" benämnt för första gången.
Bosättningen i Håven skedde med närmaste grannar i finngårdarna på Kvarnberget i Ovanåkers finnmark i Hälsingland, på andra sidan Voxnan. Eftersom Håven mycket tidigt och länge in på 1900-talet hade bara en, den kortaste och naturligaste förbindelsen, den med Hälsingland på österut använd enkel körväg och från början med vadställen över nedersta Håvaån och över Voxnan (med byggd bro över Voxnan först 1924), till förbindelsen med Lobonäs eller Ovanåker i Hälsingland för närmaste handel med mera, så har Håvenborna upplevt sig vara hälsingar snarare än dalfolk, trots landskapsgräns. Under 1800-talet skedde dessutom inflyttning från bland annat Ovanåker, till mitten av seklet med 8 bebodda fastigheter och under 1880-talet 14 st. Under slutet av 1800-talet och början av 1900-talet flyttade många skogsarbetare från framförallt Värmland men även från Hälsingland och Norrland in, under de stora skogsdrivningarnas tid. År 1917 bestod Håven av 16 bebodda gårdar varav 5 ägdes av skogsbolaget Ljusne-Woxna. Skogsbolagen Orsa besparingsskog och Korsnäs har varit stora arbetsgivare för många av männen i byn.
Vägen västerut till Tackåsen byggdes 1943. Ny väg österut till Lobonäs byggdes 1957, väster om och nedströms längs Voxnan med ny bro över Voxnan vid Norra Blommaberg, den väg som idag är den brukade, särskilt sedan bron över Voxnan vid Lekstrand från 1924 skadats mycket av 1966 års vårflod och sedan togs ur bruk.
Skola i Håven inrättades 1850 samtidigt med en skola i Ejheden ("Håven II"). Länge fick barnen i de båda byarna periodvis i fem veckor av skolterminens tio besöka och bebo varandras bostadsort med en ambulerande lärare. 1912 fick dock byarna var sin lärare och egen skolgång. Skolan lades ned 1961.
1931 fick Håven sin första telefonförbindelse över Lobonäs med 13 kilometer ledning och vidare över Los. Först i slutet på 1940-talet fick Håven elektricitet.

## Kulturminnen
Precis norr om byn finns en fridlyst tvåfotad ihopvuxen tall, smöjtall, som förr användes för att bota engelska sjukan (av D-vitaminbrist). Man drog barnen genom porten mellan tallbenen i hopp om att de skulle bli friska.
I Håvaån vid Håven har tidigt länge omfattande lönande pärlfiske bedrivits. Håvaån hade redan från 1500-talet namn om sig att vara det mest flodpärlmusselrika vatten, som fanns i landet, där var det särskilt gott om musslor. Flera av åns pärlor hamnade hos hovet på Stockholms slott. En vackert skimrande äkta pärla kunde säljas till besökande agenter, i vissa fall betalda med ända upp till 1000 kr stycket (1925) . Hårt utförd flottningsrensning och värst sedan vattendom 1993-06-24 tillåten korttidsreglering och nolltappning ur kraftverksdamm vid Stor-Hamrasjön, därför medförande onormal och otillräcklig, i nedre delar av ån alltför låg vattenföring och i övre del av ån skadlig torrläggning för musslan (och även skadlig för öringsbeståndet. Eftersom för musslans föryngring är musslan helt beroende av ett rikligt öringsbestånd). Detta har orsakat att mycket få musslor numera kan påträffas i ån. Inga små musslor har påträffats vid inventeringar, vilket indikerar att ingen nyrekrytering längre sker i ån av den i hela Sverige fridlysta musslan. Flodpärlmusslan är rödlistad som starkt hotad av Artdatabanken.
Byn har två begravningsplatser, en från 1845–1850 och en från 1904.
Den siste i Sverige store, omskrivne och originelle vargjägaren (i Vilhelminafjällen 1920–1940 talen) Johan Walfrid Enocksson (1892–1977) bodde i Håven, först under tiden 1915–1918 ensligt vid Långtjärn 14 km från byn och från 1949 till nära sin död där och i byn. En "Vargjägarens koja" vid Långtjärn är idag i väl bevarat skick och ett ofta besökt utflyktsmål. Han är begravd på Håvens begravningsplats.
Det har under 1800- och 1900-talen funnits fyra fiolspelmän i Håven och det finns en vacker och ståtlig Håvapolskan.